# Ruff Endz
Ruff Endz est un duo de R&B américain, composé de David « Davinch » Chance et de Dante « Chi » Jordan.
Le groupe, originaire de Baltimore, est surtout connu pour les chansons No More et Someone to Love You.

## Discographie
- Love Crimes (2000)
- Someone To Love You (2002)
- Greatest Hits (2003)
- The Final Chapter (2010)